# Hal Koch
Hans Harald Koch (6. maj 1904 i Hellerup – 10. august 1963 på Hundested-Grenaafærgen i Kattegat) var en dansk teolog og kirkehistoriker, der var gift med politikeren Bodil Koch.
Koch blev cand.theol. i 1926, dr.theol. 1932 og i 1937 professor i kirkehistorie ved Københavns Universitet. Han var under besættelsen formand for Dansk Ungdoms Samvirke i 1940-1946. Efter befrielsen i 1945 var han kritisk over for dele af retsopgøret. Han var den første forstander for Krogerup Højskole 1946-1956, og i 1957 blev han leder af det nystiftede Institut for Dansk Kirkehistorie. Krogerup Højskole uddeler årligt Hal Koch-prisen for gode demokratiske initiativer.
Han udgav taler, artikler og bøger om teologiske, historiske, folkelige og etiske emner.
Han var medforfatter til Schultz' Danmarkshistorie, udgivet 1926-1929, og senere medredaktør af og medforfatter til Politikens Danmarks Historie, udgivet 1962-1966, og Den danske Kirkes Historie, udgivet 1950-1966.

## Liv

### Tidlige liv
Hal Koch blev døbt Hans Harald Koch. Han var søn af sognepræst i Hellerup Hans Koch og Margrethe Koch, som var formand for Dansk Sygeplejeråd i 1933-34. Han var bror til Magrete Lomholt. Han blev gift med Bodil Koch, født Thastum, i 1929; sammen fik de fem børn, heriblandt politikerne Ejler Koch og Dorte Bennedsen.

### Fra student til dr.theol.
Hal Koch blev student fra Metropolitanskolen i 1921.

### Under besættelsen
Hal Koch afholdt i begyndelsen af besættelsesperioden en række åbne Grundtvig-forelæsninger på Københavns Universitet, som var uhyre populære. Efterfølgende blev han formand for det nystiftede Dansk Ungdoms Samvirke i 1940, som var en sammenslutning af en lang række ungdomsforeninger og ungdomspartier i Danmark. Han bestred posten frem til 1946. Hal Koch støttede samarbejdspolitikken og blev kritiseret for være loyal over for regeringen bl.a. af Kaj Munk og K.E. Løgstrup.
Natten til den 13. juni 1942 blev Hal Kochs hjem udsat for et af de tidligste terrorangreb under besættelsen, da danske nazister sprængte en bombe, der dog kun gjorde materiel skade på hjemmet. Angrebet fandt sted samtidigt med, at Hal Kochs og Bodil Kochs yngste datter Bodil døde.
I august 1943 blev Hal Koch interneret sammen med en lang række fremtrædende danskere som gidsel i Horserødlejren i forbindelse med den danske regerings afgang.

### Efter besættelsen
Efter besættelsen angreb Hal Koch rigsdagens politik i forbindelse med retsopgøret. Han var modstander af henrettelserne ved retsopgøret og kritiserede dette i en artikel, han kaldte Plager Fanden jer? Redaktør Børge Outze hånede i Dagbladet Information Kochs forsonlige holdning ved at kalde ham "den holdningsløse Hal Koch" og skrive: "Stilen er manden, prøv at læse en artikel eller bog af Hal Koch, det er som at skære i en prinsessebudding. Den falder sammen med et slask." Mange år senere var Outze inviteret hjem til Bodil Koch. Der befandt sig også Hal Koch, som han aldrig før havde mødt. Desserten viste sig at være netop prinsessebudding. Da Outze skar sit stykke fra fadet, lænede Koch sig frem og spurgte: "Faldt den sammen?" Flere kommentarer til angrebene havde han ikke.
Hal Koch blev æresdoktor ved Uppsala universitets teologiske fakultet i 1957.

## Hvad er demokrati?
Den mest kendte af Kochs bøger er formentlig debatoplægget "Hvad er demokrati?", der i sin essay-form sætter spørgsmålstegn ved blandt andet retssamfundet og den i demokratiet så centraliserede afstemning. I et demokrati er det ifølge Koch ikke optimalt, når man er nødt til at stemme om tingene. Dermed har man faktisk bevist, at demokratiet ikke virker, som det burde, mener Koch. Det er samtalen, der skal være i centrum. Dermed tager Koch den dialektiske arv op fra Sokrates: Vi kender ikke sandheden, men vi må tale os frem til den i fællesskab . Hans mest kendte eksempel er ordet og sværdet. Her ses ordet som det bærende i demokratiet, mens sværdet er det samme som afstemningen, dvs. ren magtudøvelse uden gensidig forståelse.
Koch konstaterer i bogen, at total pacifisme ikke lader sig gøre i et demokrati, eftersom der altid vil findes nogen, der ikke vil følge reglerne og forstå værdien af en samtale – over for disse kan man kun værne sig med politi og militær. At disse enheder så ikke udøver regulær vold skyldes kun, at de har retten på deres side, mener Koch.
For Koch var det ikke bare vigtigt, at man overholdt de forskellige spilleregler indenfor politik, men det var også vigtigt, at man diskuterede de forskellige synspunkter inden man tager en beslutning. På denne måde kan man diskutere en løsning, som også tager hensyn til mindretallet. Han mener folket skal være "godt opdraget", hvilket vil sige, at man skal opvokse med politik i skolerne og deltage i de forskellige debatter. Man skal respektere hinandens holdninger. Politik skal være en livsform. (Liv i Danmark, Benny Jacobsen og Ove Outzen)

## Personlighed

### Mild eksaminator
Selv var han kendt som den mildeste eksaminator man kunne komme ud for ved universitetet. En student, der allerede var dumpet to gange, udeblev da han skulle til eksamen tredje gang. Hal Koch ringede hjem til ham og talte med hans kone, der røbede, at hendes mand lå i sengen med et nervesammenbrud. Koch sagde, hun ikke måtte fortælle sin mand noget, men han ville selv komme hjem til dem i taxa sammen med to censorer. Konen fik så lov til at holde sin mand i hånden, mens han blev eksamineret liggende i sin seng. Og denne gang bestod han. En anden student, der blev teologisk professor med hebraisk som sit felt, gik helt i stå, da han skulle op til eksamen i kirkehistorie. Koch kunne ikke give ham andet end nul, hvad der ville betyde, at han måtte tage hele sin eksamen om igen, så til sidst sagde Koch i fortvivlelse: "Sig noget – lige meget hvad!" Derefter oplyste han: "De fik Deres tretal, for vi gennemførte det kommunistiske princip, at man yder efter evne og får efter behov!"

## Forfatterskab i udvalg
- Den danske Kirkes Historie. Under redaktion af Hal Koch og Bjørn Kornerup (senere Niels Knud Andersen og P.G. Lindhardt). Bind 1-8. København, Gyldendal, 1950-1966; Hal Koch var selv forfatter til bind 1 og 6.
- Danmarks Historie. Under redaktion af John Danstrup og Hal Koch. Bind 1-14. København, Politikens Forlag, 1962-66; Hal Koch var selv forfatter til bind 3.

### På internettet
- Hal Koch: "De ældste danske Klostres Stilling i Kirke og Samfund indtil 1221" (Historisk Tidsskrift, 10. række, Bind 3; 1934)
- Hal Koch: "Konstantin den Store i Lyset af den nyeste Forskning" (Historisk Tidsskrift, 10. række, Bind 5; 1939)
- Hal Koch: "Nyere Litteratur om Konstantin den Store" (Historisk Tidsskrift, 11. række, Bind 4; 1953)

### Andres anmeldelser
- Astrid Friis; Anmeldelse af: Schultz' Danmarkshistorie. Vort Folks Historie gennem Tiderne skrevet af danske Historikere. Redigeret af Aage Friis, Axel Linvald og M. Mackeprang. I-VI. Kbh. 1941-43. (Historisk Tidsskrift, 11. række, Bind 1; 1944)
- Ole Karup Pedersen; Anmeldelse af: Danmarks Historie. Under redaktion af John Danstrup og Hal Koch. Bind 1-14. København, Politikens Forlag, 1962-66. 400,40 kr. (Historisk Tidsskrift, 12. række, Bind 3; 1968)
- Roar Skovmand; Anmeldelse af Den danske kirkes historie (Historie/Jyske Samlinger, Ny række, Bind 7; 1966)

## Andet
Hal Kochs Vej i Humlebæk er opkaldt efter ham.